# Kettewitz
Kettewitz ist ein Ortsteil der Gemeinde Klipphausen im Landkreis Meißen, Sachsen.

## Geographie

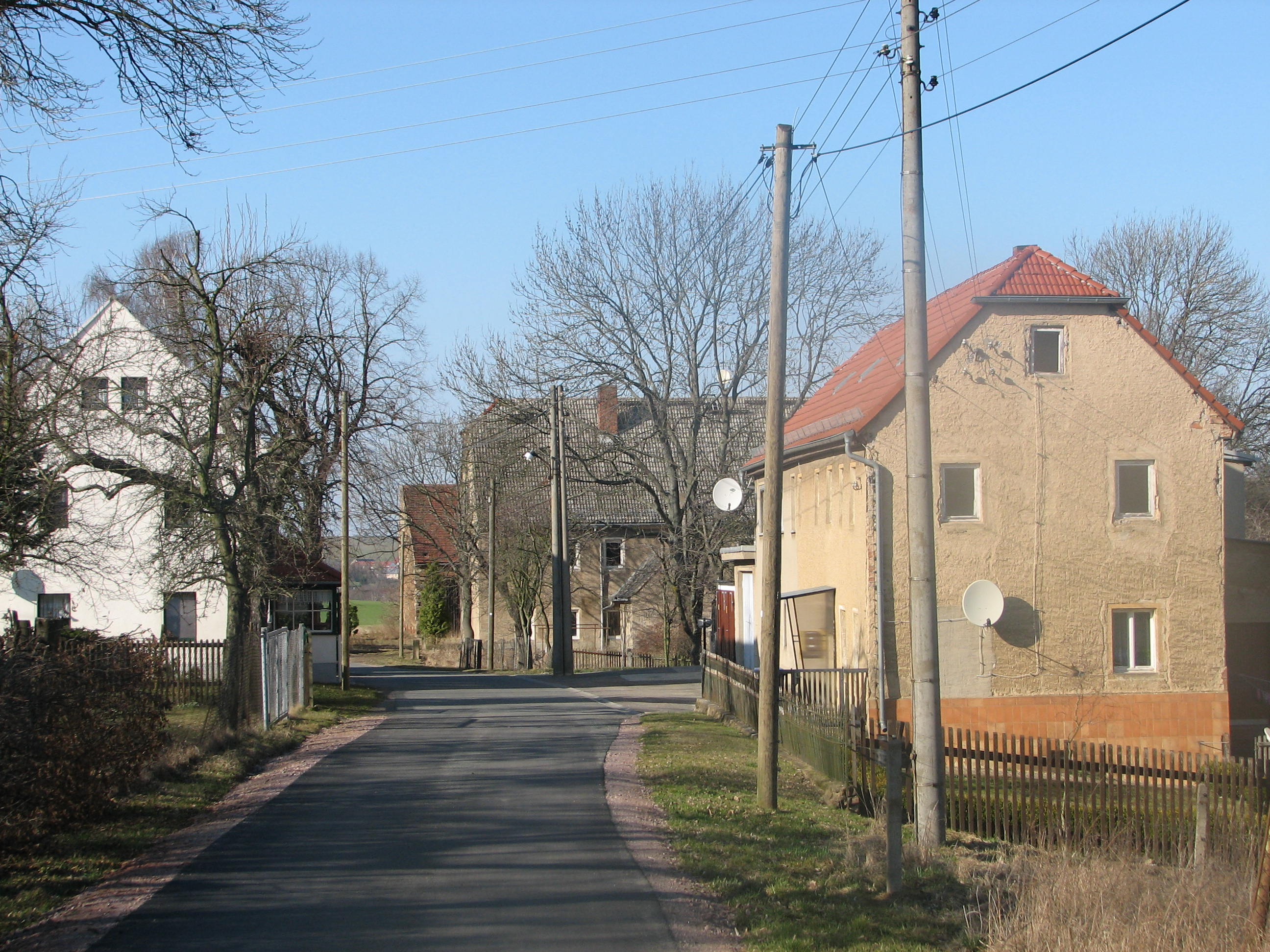
Ortsansicht von Kettewitz, 2012

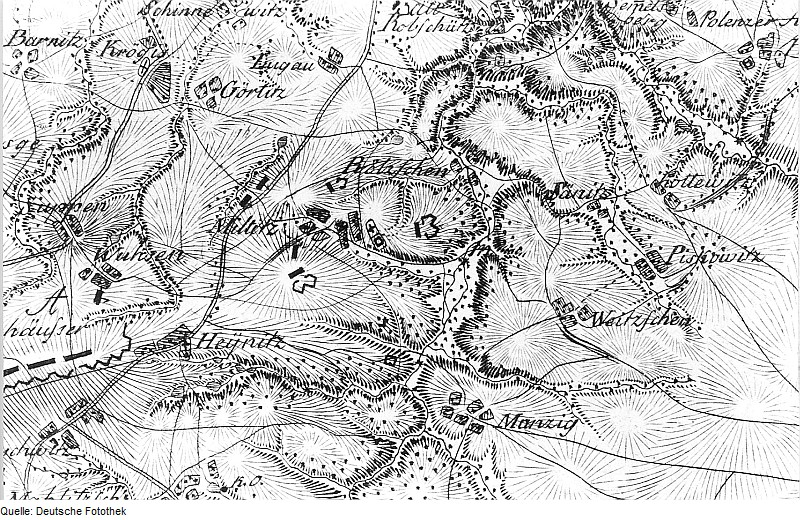
„Kottewitz“ und Nachbarorte zur Zeit des Siebenjährigen Kriegs

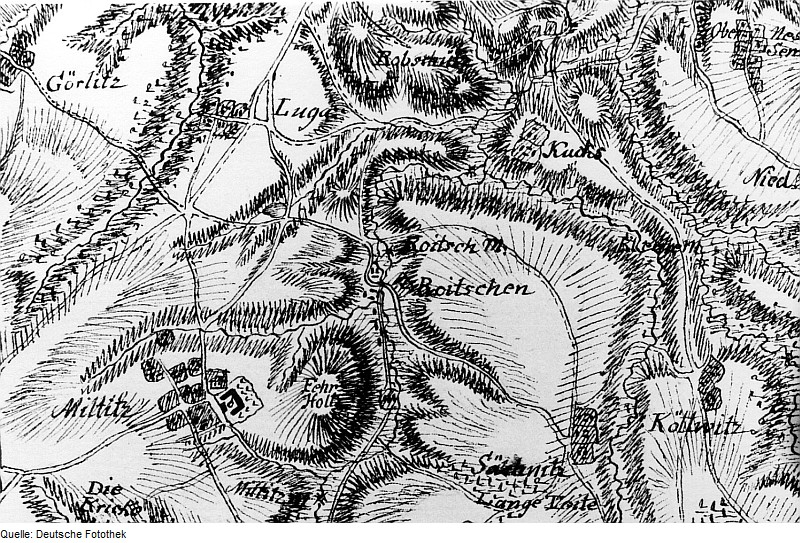
„Köttwitz“, „Kucks“ (Jokischberg) und Nachbarorte auf einer Karte aus dem 18. Jahrhundert

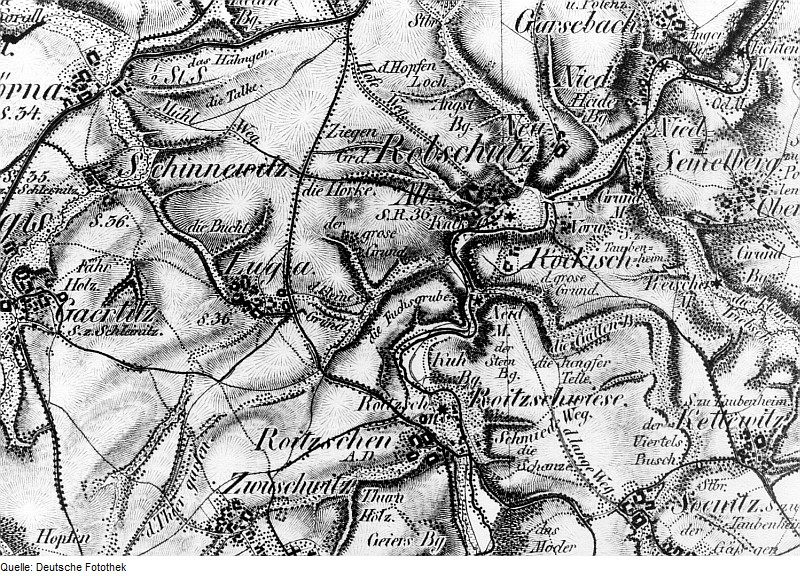
Kettewitz, „Rockisch“ (Jokischberg) und Nachbarorte auf einer Karte aus dem 19. Jahrhundert

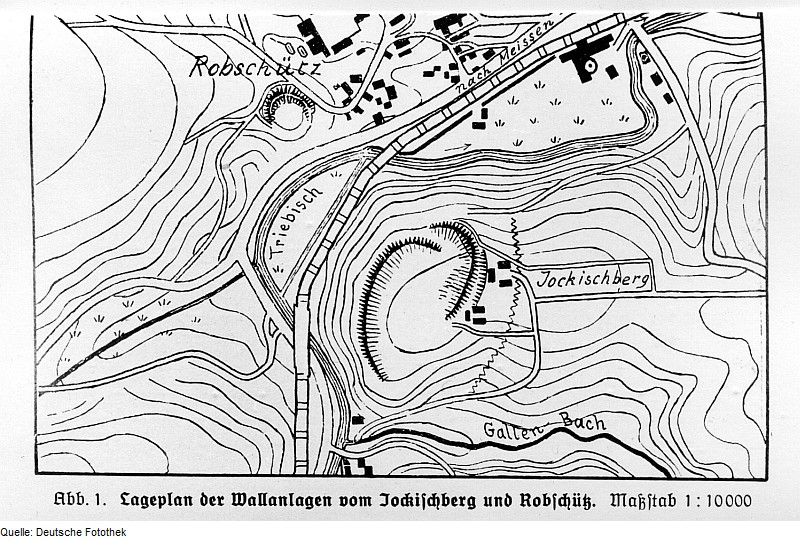
Lageplan der Wälle auf dem „Jockischberg“

Kettewitz liegt im Meißner Hochland zwischen Wilsdruff, Nossen und Meißen. Das Dorf ist umgeben von den anderen zu Klipphausen gehörenden Ortsteilen Kobitzsch im Osten, Taubenheim im Südosten, Piskowitz im Süden, Sönitz im Südwesten, Roitzschen mit Roitzschwiese im Westen, Robschütz im Nordwesten, Semmelsberg im Norden sowie  Polenz im Nordwesten.
Das kleine, ländliche und nur aus fünf Höfen bestehende Dorf befindet sich auf der langgezogenen Anhöhe zwischen den Tälern des Gallenbachs und der Kleinen Triebisch. Am nordwestlichen Ende des Bergrückens liegt hoch über dem Tal der (Großen) Triebisch bei Robschütz der Jokischberg, dessen Burgwälle unter Bodendenkmalschutz stehen. Dort befindet sich auch ein aus zwei Höfen bestehender Weiler. Der Ortskern des Platzdorfs liegt jedoch reichlich anderthalb Kilometer Luftlinie südöstlich des Jokischbergs entlang der Straße „Am Dorfteich“. An den ÖPNV ist Kettewitz durch die Buslinie 414 der Verkehrsgesellschaft Meißen angebunden, die über die Kettewitzer Straße führt. Der Weg „Zur kleinen Triebisch“ verläuft in östlicher Richtung zur Niedermühle bei Kobitzsch.

## Geschichte
Erstmals erwähnt wurde das Dorf 1428 als „Katenwicz“. Der Name leitet sich vom altsorbischen „Chotěnovici“, das seinerseits auf den Lokatornamen „Chotěn“ zurückgeht. Damit bedeutet der Ortsname etwa „Siedlung der Leute eines Chotěn“. Im Lauf der Jahrhunderte wandelte er sich unter anderem über die Formen „Cottenwicz“, „Kötthewitz“, „Kothwitz“ und „Köttewitz bey Taubenheim“ hin zur heutigen Schreibweise. Noch im 19. Jahrhundert war daneben die vor der Entlabialisierung verwendete Form „Köttewitz“ gebräuchlich.
Der auf dem Jokischberg gelegene Burgwall stammt aus dem Mittelalter, als die Gegend von Slawen besiedelt war. Ein kleinerer Burgwall befindet sich ihm gegenüber auf der anderen Seite des Triebischtals in Robschütz. Die Befestigungsanlagen auf dem nur von Osten zugänglichen Bergsporn, von denen Teile der Wälle und des inneren Grabens erhalten geblieben sind, fassen mit etwa vier Hektar eine Fläche von beachtlicher Größe ein. In diesem Bereich wurden archäologische Oberflächenfunde gemacht. Der Name der im Volksmund auch „Gucksch“ oder „Kokisch“ genannten Erhebung lässt sich mit einer slawisierten Form von Jakob, etwa Jokuš, erklären. Bereits in der Bronzezeit dienten Teile des Geländes als Gräberfeld, Befestigungsanlagen aus dieser Zeit sind jedoch nicht vorhanden.
Um das Dorf Kettewitz, dessen Bewohner sich ihr Einkommen in der Landwirtschaft verdienten, erstreckte sich eine 209 Hektar große Block- und Streifenflur. Eingepfarrt war und ist das Dorf nach Taubenheim. Die Besitzer des dortigen Rittergutes übten auch die Grundherrschaft in Kettewitz aus. Die Verwaltung des Ortes oblag jahrhundertelang dem Erbamt Meißen. Im Jahre 1856 gehörte Kettewitz zum Gerichtsamt Meißen und kam danach zur Amtshauptmannschaft Meißen, aus der der gleichnamige Landkreis hervorging. Auf Grundlage der Landgemeindeordnung von 1838 erlangte Kettewitz Selbstständigkeit als Landgemeinde, verlor die Selbständigkeit jedoch am 1. April 1938 durch Eingemeindung nach Sönitz. Als dessen Teil kam es 1974 zu Taubenheim, das wiederum seit 2004 zu Triebischtal gehört. Seit dem 1. Juli 2012 ist der Kettewitz ein Ortsteil der Gemeinde Klipphausen.

### Einwohnerentwicklung
| Jahr | Einwohner                     |
| ---- | ----------------------------- |
| 1551 | 7 besessene Mann, 11 Inwohner |
| 1764 | 9 besessene Mann, 1 Häusler   |
| 1834 | 97                            |
| 1871 | 101                           |
| 1890 | 113                           |
| 1910 | 98                            |
| 1925 | 98                            |
| 1939 | siehe Sönitz                  |